# Mister Пронька
«Mister Пронька» — советский рисованный мультипликационный фильм, который создал в 1991 году режиссёр Леонид Носырев по сказке Бориса Шергина «Пронька Грезной». «Режиссёр мастерски и тактично сочетал традиции народного декоративного искусства со свободным линейным рисунком».

## Сюжет
Весёлый раёшник показывает представление, практически соответствующее оригинальной сказке. Богатый американец Сэм вместе с младшими братьями-ковбоями, Джоном и Питом, приезжает в Санкт-Петербург, чтобы показать себя стране. На рынке он встречает парня-торговца Проньку Грезного, у которого покупает лапти. Пронька с завистью глядит на портфель, полный денег, в руках у американца, и Сэм предлагает ему пари: тот не моется, не стрижётся и не бреется 15 лет, а Сэм снаряжает ему за свои деньги магазин в столице на главной улице, наполняет его товарами и передаёт Проньке, чтобы он торговал и оборачивал капитал. Всю прибыль Пронька заберёт себе, если выдержит пари. Братья Джон и Пит должны следить за ним, снимая его на кинокамеру. Пронька соглашается и становится очень успешным купцом, промышленником и кредитором, а для пользы Сэма — литературным персонажем и киногероем.
Джон и Пит неоднократно пытаются помочь брату выиграть, соблазняя Проньку на мытьё, но тот побаивается Сэма, а потому всегда отказывается. Единственное — условиями пари не оговаривается попадание под дождь, чем Пронька и пользуется. Между тем царь должен Проньке крупную сумму денег. Чтобы простить долг, купец ставит условие: он желает породниться с царём и жениться на одной из его дочек. Две старшие сестры, испугавшись такого жениха, выходят замуж за Джона и Пита и уезжают в Америку; младшей же не интересна внешность жениха, но привлекает его богатство, и она соглашается.
Выдержавший пари Пронька узаконивает свои капиталы и на следующий же день арендует городские бани, наняв 12 банщиков, 12 парикмахеров и 12 портных, которые две недели его моют, стригут и наряжают. После бани он женится на младшей царевне, то есть добивается своего. Сэм же возвращается в Америку, где подвергается критике Президента США за бесцельно прожитые в России годы и потраченные капиталы. Сэм в ответ рассказывает о том, что его братья по итогам поездки женились на русских царевнах, а сам Сэм прославился на истории с Пронькой и заработал на книгах и фильмах про него гораздо больше денег, чем потратил.

## Съёмочная группа
| авторы сценария:           | Юрий Коваль, Леонид Носырев |
| кинорежиссёр               | Леонид Носырев |
| художник-постановщик       | Вера Кудрявцева-Енгалычева |
| композитор                 | Евгений Ботяров |
| кинооператор               | Наталия Михайлова |
| звукооператор              | Борис Фильчиков |
| монтажёр                   | Ольга Василенко |
| ассистент режиссёра        | Т. Галкина |
| xудожники-мультипликаторы: | Марина Восканьянц, Анатолий Абаренов, Галина Зеброва, Елена Малашенкова, Марина Рогова, Иосиф Куроян, Александр Маркелов |
| роли озвучивали:           | - Евгений Леонов — раёшник - Анатолий Баранцев — царь - Александр Пятков — Пронька Грезной - Николай Курнаков — Сэм - Григорий Вац — Джон - Кирилл Вац — Пит - Татьяна Ананченко — младшая царевна - Клара Румянова — старшая царевна - Ольга Голованова — средняя царевна - Герман Качин — швейцар - Василий Стрельников — президент США |
| цыганская музыка и хор:    | Антон Квик, Алёна Бузылёва, Анна Бузылёва, Р. Вербицкий, Е. Сыркин |
| xудожники:                 | Светлана Давыдова, Ирина Светлица, Любовь Горелова, Николай Митрохин, Марина Игнатенко, И. Еремеев, Надежда Алферова, Светлана Бармина, С. Логинова, М. Сиканова, В. Дымич, Ольга Белоголовая, В. Белова, Н. Озерская |
| редактор                   | Наталья Абрамова |
| директор съёмочной группы  | Елена Васина |